# Megalopelma platyura
Megalopelma platyura är en tvåvingeart som beskrevs av Edwards 1940. Megalopelma platyura ingår i släktet Megalopelma och familjen svampmyggor. Inga underarter finns listade i Catalogue of Life.